# Palaeochoerus
Palaeochoerus — вимерлий рід парнопалих, який жив по всій Африці в олігоцені та по всій Євразії в міоцені.